# Ошевек
Ошевек (словен. Oševek) је насељено место у општини Камник, Средњесловенска регија, Словенија.

## Историја
До територијалне реорганизације у Словенији био је у саставу старе општине Камник.

## Становништво
У попису становништва из 2011. године, Ошевек је имао 150 становника.
| Број становника према пописима | Број становника према пописима | Број становника према пописима |
| ------------------------------ | ------------------------------ | ------------------------------ |
| 1991                           | 2002                           | 2011                           |
| 123                            | 140                            | 150                            |